# Bedre skilt end aldrig
Bedre skilt end aldrig er en dansk komedie-drama tv-serie på TV 2.
Serien havde premiere på Berlin Filmfestival i januar 2016 og blev derefter sendt på TV2. Serien blev nomineret til adskillige Robert-priser i 2017.

## Medvirkende
- Maria Rossing som Line
- Peter Plaugborg  som Martin
- Viola Martinsen  som Carla
- Ella Solgaard som Alma
- Esben Dalgaard Andersen som Rune
- Katrine Greis-Rosenthal som Pernille
- Stine Schrøder Jensen som Maja